# Ärmbu abaja
Ärmbu abaja ist eine Bucht in der Landgemeinde Saaremaa im Kreis Saare auf der größten estnischen Insel Saaremaa. Sie liegt im Naturschutzgebiet Kahtla-Kübassaare hoiuala. In der Bucht liegt die Insel Ärmbu nasu.
Die Bucht ist 230 Meter breit und schneidet sich 500 Meter tief ins Land ein.